# Wiedeński Chór Chłopięcy

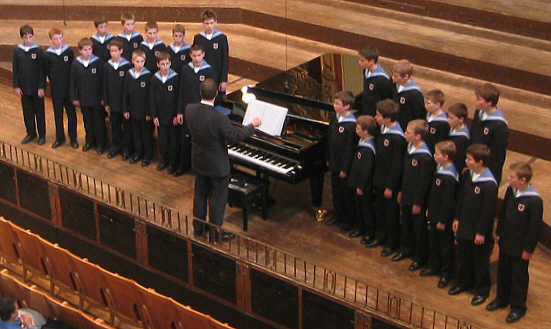
Wiedeński Chór Chłopięcy

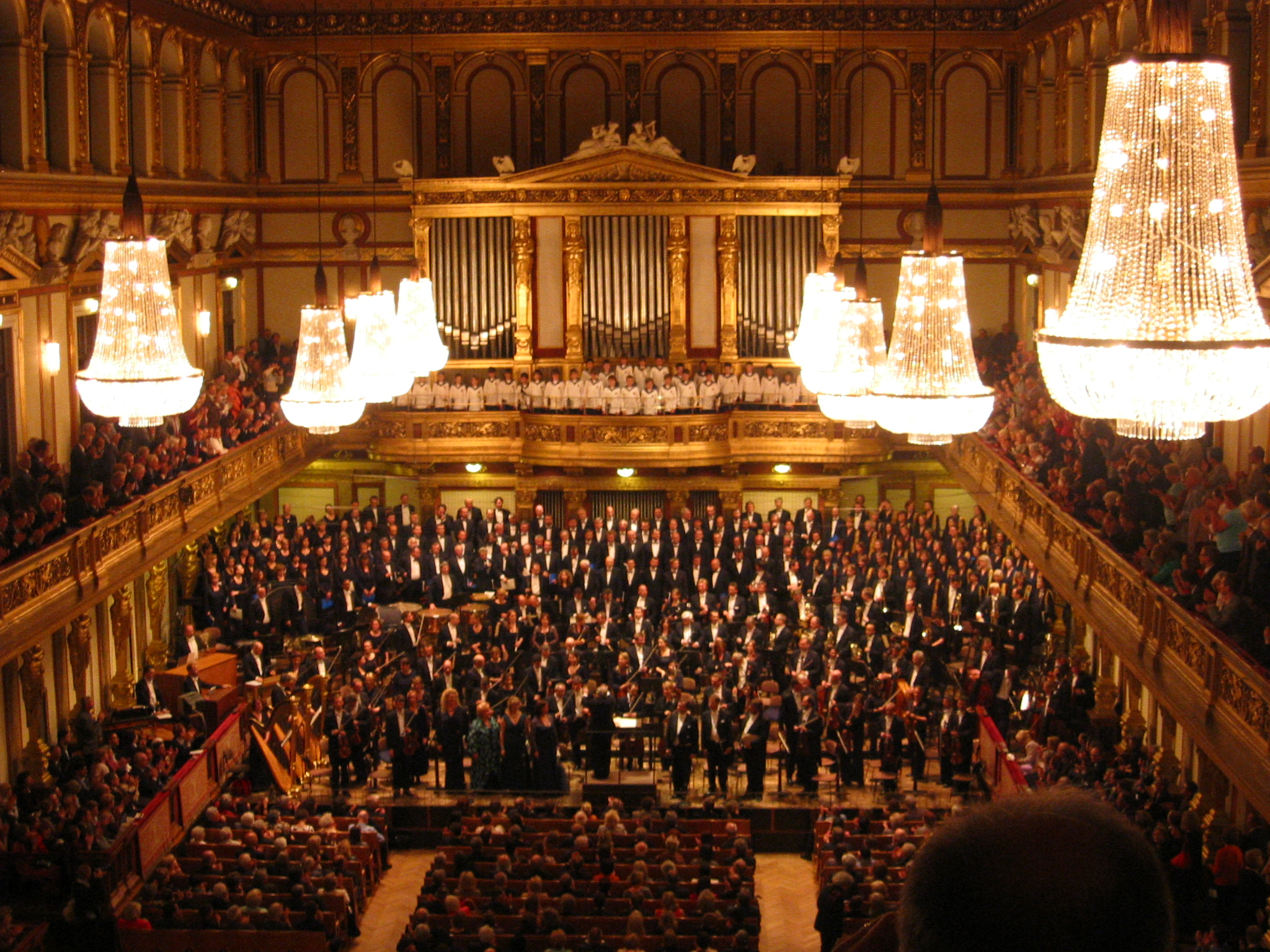
Sinfonie der Tausend (2009) – Wiedeński Chór Chłopięcy. – Slovenský filharmonický zbor – Wiener Singverein – Staatskapelle Berlin – Pierre Boulez (Wiener Musikverein)

Wiedeński Chór Chłopięcy (niem. Wiener Sängerknaben) – austriacki chór chłopięcy. Istnieje ponad 500 lat, co czyni go jednym z najstarszych chórów na świecie. W 1498 r. Maksymilian I ufundował zespół muzyczny zbierając kilku chłopców z dworu. Tak powstali Vienna Boys.
Chór Vienna Boys stał się symbolem Austrii i stałym elementem kultury muzycznej Austriaków.
Chórzyści używają jednolitego stroju „marynarskiego”.

## Dyskografia
Wydali jako zespół ponad 150 płyt, w tym: 
- „The Best of Vienna Boys Choir” – wydanie dwupłytowe
- „The Complete Messiah”
- „The Messiah - Highlights”
- „Portrait”
- „Ave Maria”
- „Christmas with Vienna Boys Choir” – wydanie dwupłytowe
- „Little Drummer Boy”
- „Christmas Favorites”